# Луитполдинги
Луитполдингите (на немски: Luitpoldinger) са водещ род от Ранното Средновековие в последната фаза на Източното Каролингско кралство и достигат известно време през 10 век кралска позиция в Племенното херцогство Бавария. Наследниците на първия херцог, Арнулф, са наричани също Арнулфинги. Те управляват Бавария.
Те произлизат от древния висш благороднически род Хуоси (Huosi) от Пфафенвинкел в Южна Бавария. От Луитполдингите вероятно произлизат Вителсбахите.

## Маркграфове на Нордгау, херцози на Каринтия, Бавария и Швабия
Луитполд († 4.7.907), маркграф на Нордгау, маркграф на Каринтия и Горна Панония (от 893), маркграф на Бавария (от 889), херцог на Бохемия (dux Boemanorum) (от 903), ∞ за Кунигунда, сестра на пфалцграфа на Швабия Бертхолд:
1. Арнулф I Лошия († 14.7.937), маркграф на Нордгау, херцог на Бавария (911), ∞ ок. 910 за Юдит, дъщеря на граф Еберхард фон Зюлихгау:
  1. Еберхард (912 – ок. 940), херцог на Бавария (937 – 938);
  2. Арнулф († 954), пфалцграф на Бавария:
    1. Бертхолд I († до 978), граф на Горен Изар, ∞ женен за дъщеря на Фридрих I, херцог на Горна Лотарингия;
      1. Фридрих I (1003 – ок. 1030), граф на Горен Изар, ∞ за дъщеря на граф Куно фон Енинген:
        1. Бертхолд II (1025 – 1060), граф на Васербург и Дисен;
        2. Кристина, ∞ за граф Фридрих фон Еренщайн;
        3. Ото I, граф на Дисен:
          1. Беатрис, ∞ за херцога на Каринтия Хайнрих III фон Епенщайн (1050 – 1122);
          2. Берта († ок. 1070), ∞ за Адалберт фон Фрейзинг.

        4. Фридрих II († ок. 1075), граф на Васербург, на Регенсбург (от 1035) и на Дисен (от 1050);
        5. Пилихилда († 1075), ∞ за граф Зигхард IV фон Понгау.

      2. Дитрих I (1003 – 1020), граф на Васербург;

  3. Юдит (ок. 925 – 985), ∞ ок. 938 за херцог Хайнрих I (919/922 – 955)
  4. Бертхолд († 16.8.980), маркграф на Бавария, ∞ за Ейлика, дъщеря на граф Лотар фон Валбек († 1015);
    1. Хайнрих (ок. 950 – 1017), маркграф на Швейнфурт, ∞ за Герберга († сл. 1003), дъщеря на граф Хариберт фон Глейберг;
      1. Ото III (995 – 1057), маркграф на Швейнфурт (от 1017), херцог на Швабия (от 1048), ∞ 1. (1035, развод 1036) за Матилда, дъщеря на полския крал Болеслав I, от която няма деца; ∞ 2. (1036) за Ирмгарда († 1078), дъщеря на маркграф Мегинфред фон Суза, от която има пет деца;
        1. Ейлика, абатиса в Нидермюнстер;
        2. Юдит (сл. 1104), ∞ 1. за Куно, херцог на Бавария († 1055); ∞ 2. за граф Бото фон Потенщайн (†1104);
        3. Беатрикс (†1104), ∞ за маркграфа на Нордгау Хайнрих фон Хилдрицхаузен († 1078);
        4. Гизела, ∞ за граф Бертхолд III фон Андекс;
        5. Берта (Алберада) († сл. 1101), ∞ 1. за граф Херман II фон Кастел (†1071/71; ∞ 2. за граф Фридрих I фон Кастел († 1103)

      2. Ейлика (сл. 1055), ∞ ок. 1020 за херцога на Саксония Бернхард II (сл. 990 – 1059);
      3. Юдит († 1058), ∞ 1035 за краля на Бохемия Бржетислав I (1002/05 – 1055);
      4. Хайнрих I (1021 – 1043), граф на Легниц;
        1. Хайнрих (1052 – 1080), граф на Легниц и Вайсенбург;
        2. Ото I († 1072), граф на Легниц, на Паре (от 1045) и на Шайер (от 1070), ∞ за Хадагунда († 1104), дъщеря на граф Фридрих II фон Дисен;
        3. Куно фон Лексхемюнд († 1091), ∞ за Матилда, дъщеря на граф Рудолф фон Ахалм:
          1. Хайнрих I фон Лексхемюнд († 1078), ∞ за Ирмгарда, дъщеря на пфалцграф Куно фон Рот:

      5. Буркхард († 1059), епископ на Калберщад от 1036;

    2. Бургхард († 1003);
    3. Ейлика, абатиса в Нидербург;
    4. Кунигунда, ∞ за граф Улрих фон Швенахгау;

  5. Луитполд († 984), маркграф на Нордгау, ∞ за Рихица, дъщеря на Ернст IV фон Зуалафелд;
  6. Лудвиг († 972)
2. Бертхолд I († 23.11.947), херцог на Каринтия (927 – 930), херцог на Бавария (от 938), ∞ за Герберга (Вилтруда) (ок. 930 – сл. 976), дъщеря на лотарингския херцог Гизелберт:
  1. Хайнрих I (III) Младши († 5.10.989), херцог на Каринтия (976 – 978; 986 – 989), херцог на Бавария Хайнрих III (983 – 985), ∞ за Хилдегарда.[1]